# Тадеуш Лада-Заблоцький
Тадеуш Лада-Заблоцький (27 серпня 1811, Вітебська губернія — серпень 1847, с. Кульп, Ериванська губернія) — поет, етнограф, перекладач білоруського походження. Писав польською та білоруською мовами. Підготував видання українських народних пісень французькою мовою.

## Біографія
Тадеуш (Тадей) Гилярович народився 27 серпня 1811 року в селі Лугиновичі на Вітебщині, в родині шляхтича часів поділів Речі Посполитої. Мав брата і сестру. Виховувався під опікою свого дядька Ригора (Григорія) Матейовича Заблоцького.
Початкову освіту здобув у Вітебській семінарії при Василіанському монастирі, потім у Вітебській гімназії, яку закінчив 1831 року. У 1829 році він був домашнім учителем дітей пана Дишлевського в селі Вишадки Сураського повіту.
1831 р. на прохання куратора Білоруського навчального округу Г. І. Карташевського він був зарахований студентом на словесне відділення Московського університету. Він відвідував ряд курсів російської літератури та латини. Познайомився з Віссаріоном Бєлінським і приєднався до створеного ним у студентському гуртожитку «Літературного товариства 11-го номера». Разом з Яном Савиничем організував таємне «Товариство любителів національної літератури» серед студентів Московського університету.
У 1833 році «за несанкціоновану діяльність» російська влада його виключили з університету і незабаром заарештувала. Приводом послужив лист, знайдений вітебською поліцією до гімназиста Зенона Михайловського, який, незважаючи на прохання Лади-Заблоцької приховати, він передав вчителю латинської мови гімназії Вітебська.
Після арешту Тадеуша Лада-Заблоцького відправили до Вітебська. Півтора року російська влада проводила розслідування, в результаті якого кілька людей були притягнуті до відповідальності. З невідомої причини вони були відпущені до суду, про що свідчать нотатки до віршів 1834—1835 років, які поет писав у різних куточках Вітебщини.
Згідно з остаточним вироком суду, його відправили в заслання на південь — спочатку до Таганрога (1837), а потім на Кавказ (1838) як звичайного солдата-сапера. Брав участь у війні на Кавказі, дослужився до лейтенанта.
Незважаючи на військову службу, продовжував літературну діяльність. Він подружився з Яковом Полонським, грузинським поетом Миколою Бараташвілі, дочками Олександра Чавчавадзе Ніною Грибоєдовою та Катериною Дадіаною, азербайджанським письменником А. Бакіхановим та поетом Олександром Адоєвським.
Вірші поета публікувалися в журналах «Атенеум», «Зірка», «Рубон», «Літературний щорічник».
1845 року за підтримки Ю. Крашевського в Петербурзі було видано збірку «Poezje Tadeusza Łady Zabłockiego». Своїм рідним місцям присвятив поетичні твори: поему «Околиці Вітебська», елегії «До Двіні», «Давжанское озеро», «Вілія» та інші.
За мотивами «Хроніки польської, литовської, жомойской і всієї Русі» Матея Стрийковського написав баладу «Ляшко».
Працював над творами «Досліди поетичні», «Матеріали до історії слов'янської цивілізації і літератури», «Погляди на історію грузинської літератури» (всі вони залишилися в рукописах).
Тадей Лада-Заблоцький займався перекладами на польську мову творів західно-європейських авторів.
Спілкувався з Пантелеймоном Кулішем, Ізмаїлом Срезневським та іншими діячами української культури. Переклав на французьку мову українські народні пісні («Українські пісні», Париж, 1845).
Оскільки 1847 року поет раптово помер, переклад не було видано; рукопис його невідомий. У своїх листах П. Куліш неодноразово цікавився працею Лади-Заблоцького, висловлювався за її важливість для пропагування української культури в світі, намагався спонукати своїх кореспондентів (зокрема, Бодянського та Срезневського) вислати польському поету нові пісні та думи, що їх варто було перекласти, а також матеріяли для студій над українськими піснями. Майже чверть віку по тому, 1869 року, в листі до М. Д. Білозерського Пантелеймон Куліш знову писав:

«Скільки разів повторював я нашим заможним людям про необхідність видати на французькій мові texte en regard (франц .: Із паралельних текстом.) наші думи і історичні пісні, для Європи! Але їм шкода грошей тільки на такі підприємства! А тим часом вони бажають, щоб Москва нас поважала. Москва стане нас поважати тільки тоді (не перш), коли ми досягнемо поваги Європи. Ось завдання, гідна гуманного патріотизму!» {Листи, с. 181).
Крім того, Тадей Заблоцький вивчав історію, літературу, етнографію народів Кавказу, ним був зібраний великий матеріал про грузинських та азербайджанських письменників.
Ним переведена на російську мову «Історія східній частині Закавказького краю» Аббаса Кулі-аги Бакіханова.
Пізніше був звільнений з армії і став начальником Кульпінських соляних копалень.
У 1847 році Тадеуш Лада-Заблоцький помер під час холери.